# Kraina Booga Booga
Kraina Booga Booga (ang. Adventures in Booga Booga Land, 2007) – kanadyjski serial animowany w reżyserii Roberta Garlingtona.
W Polsce wydano jedną płytę DVD zawierającą sześć odcinków nakładem firmy TIM Film Studio – 20 sierpnia 2009 roku.

## Opis fabuły
Serial opowiada o przygodach dwóch sympatycznych zwierzątek - malutkiej małpki imieniem Marthy oraz dużej żyrafy imieniem Gerald, którzy mieszkają na tajemniczej wyspie Booga Booga. Razem przeżywają mnóstwo zabawnych przygód.

## Wersja polska
Wersja polska: dla TiM FILM STUDIO – DUBBFILM

Reżyseria: Dobrosława Bałazy

Dialogi: Magdalena Dwojak

Dźwięk i montaż: Renata Gontarz

Kierownictwo produkcji: Romuald Cieślak

Tekst piosenki: Bogusław Nowicki

Opracowanie muzyczne: Eugeniusz Majchrzak

Wystąpili:
- Leszek Zduń – Marty
- Waldemar Barwiński – Gerard
- Henryk Talar – Narrator (odc. 1)
- Janusz Wituch – Goodsaw (odc. 2)
- Cezary Nowak – Sushi (odc. 4-5)

oraz:
- Wojciech Machnicki
- Jerzy Mazur
- Jarosław Domin – Wally (odc. 6)
- Robert Tondera

i inni
Piosenkę śpiewał: Artur Bomert
Lektor: Paweł Bukrewicz

## Spis odcinków
| N/o            | Polski tytuł                | Angielski tytuł               |
| -------------- | --------------------------- | ----------------------------- |
|                |                             |                               |
| SERIA PIERWSZA |                             |                               |
|                |                             |                               |
| 01             | To jest Booga               | So… This is Booga             |
|                |                             |                               |
| 02             | Zamek z piasku              | Marty’s Sandcastle            |
|                |                             |                               |
| 03             | Ślepa latarnia              | No Light in this Lighthouse   |
|                |                             |                               |
| 04             | Poławiacze skarbów          | The Booga Bolter              |
|                |                             |                               |
| 05             | Pan Sushi przegrywa w kulki | Squid Sushi Loses His Marbles |
|                |                             |                               |
| 06             | Kelner Wally                | Wally the Waiter              |
|                |                             |                               |